# Крукед-Лейк (Флорида)
Крукед-Лейк (англ. Crooked Lake Park) — переписна місцевість (CDP) в США, в окрузі Полк штату Флорида. Населення — 1893 особи (2020).

## Географія
Крукед-Лейк розташований за координатами 27°49′43″ пн. ш. 81°35′24″ зх. д. / 27.82861° пн. ш. 81.59000° зх. д. (27.828682, -81.589937).  За даними Бюро перепису населення США в 2010 році переписна місцевість мала площу 1,58 км², з яких 1,57 км² — суходіл та 0,00 км² — водойми. В 2017 році площа становила 1,50 км², з яких 1,49 км² — суходіл та 0,00 км² — водойми.

## Демографія
Згідно з переписом 2010 року, у переписній місцевості мешкали 1722 особи в 650 домогосподарствах у складі 473 родин. Густота населення становила 1092 особи/км².  Було 774 помешкання (491/км²).
Расовий склад населення:
| - 88,3 % — білих - 5,9 % — чорних або афроамериканців - 0,3 % — корінних американців - 0,3 % — азіатів - 4,1 % — осіб інших рас |

До двох чи більше рас належало 1,1 %. Частка іспаномовних становила 13,1 % від усіх жителів.
За віковим діапазоном населення розподілялося таким чином: 24,9 % — особи молодші 18 років, 58,7 % — особи у віці 18—64 років, 16,4 % — особи у віці 65 років та старші. Медіана віку мешканця становила 39,0 року. На 100 осіб жіночої статі у переписній місцевості припадало 90,3 чоловіків;  на 100 жінок у віці від 18 років та старших — 89,0 чоловіків також старших 18 років.
Середній дохід на одне домашнє господарство  становив 42 233 долари США (медіана — 34 700), а середній дохід на одну сім'ю — 50 349 доларів (медіана — 42 466). За межею бідності перебувало 18,2 % осіб, у тому числі 26,4 % дітей у віці до 18 років та 7,1 % осіб у віці 65 років та старших.
Цивільне працевлаштоване населення становило 607 осіб. Основні галузі зайнятості: освіта, охорона здоров'я та соціальна допомога — 38,6 %, фінанси, страхування та нерухомість — 10,0 %, роздрібна торгівля — 9,6 %.